# Anna Brunner (Sängerin)
Anna Brunner ist eine deutsch-amerikanische Sängerin und Mitglied der Symphonic-Metal-Band Exit Eden. Sie ist ebenfalls Sängerin und Frontfrau ihrer eigenen Band League of Distortion.

## Leben und Karriere
Brunner wuchs als Tochter eines deutschen Vaters und einer amerikanischen Mutter zweisprachig in Freiburg im Breisgau auf. Schon als Teenager gründete sie ihre erste Rockband.
Nach ihrer Schulzeit studierte sie Jazz- und Popmusik an der Popakademie Baden-Württemberg. Des Weiteren war sie am Columbia College in Chicago. Sie beschäftigte sich dabei mit Gesang und Songwriting. Auch hatte sie immer wieder die Möglichkeit, mit einzelnen Bands Gigs zu spielen.
Sie sang 2018 im Duett mit Santiano Im Auge des Sturms.
Anna Brunner ist mit Hannes Braun liiert und stand mit ihm und seiner Heavy-Metal-Band Kissin’ Dynamite auch schon gemeinsam auf der Bühne (Europa-Tournee). Zu Exit Eden kam sie über einen Studiojob bei Elephant Music, wo sie bis 2019 arbeitete.
2022 veröffentlichte Brunner mit ihrer Band League of Distortion das gleichnamige Debütalbum. Sie gründete League of Distortion zusammen mit Kissin'-Dynamite-Gitarrist Jim Müller.

## Diskografie

### Beyond the Black
- 2016 Lost in Forever (Titel 1 und 6)

### Santiano
- 2018 Im Auge des Sturms (Titel 1)[7]

### Kissin’ Dynamite
- 2016 Generation Goodbye (Titel 4)
- 2018 Ecstasy (Titel 4 und 9)[8]

### Exit Eden
- 2017 Rhapsodies in Black
- 2024 Femmes Fatales

### League of Distortion
- 2022: Wolf or Lamb – Album
- 2024: Galvanize - Album

### Dämmerland
- 2024: Aber Kadabrah

### Compilations
- Various – Die Ultimative Chart Show – Die Erfolgreichsten Hits 2018 – Santiano: Im Auge Des Sturms[9]